# Зелёное кольцо (пьеса)
«Зелёное кольцо́» — пьеса в четырёх действиях поэтессы и писательницы З. Н. Гиппиус, написанная и впервые напечатанная в 1916 году.

## Сюжет

### Действующие лица
- Михаил Арсеньевич Ясвейн, журналист («дядя Мика», «дядя, потерявший вкус к жизни»).
- Ипполит Васильевич Вожжин, инженер, старый друг дяди Мики, живут на одной квартире.
- Елена Ивановна, жена Вожжина, с которой он давно разошелся.
- Анна Дмитриевна Лебедева, вдова, приятельница Вожжина, занимает квартиру рядом.
- Сережа, сын её, гимназист.
- Софина (Финочка) Вожжина, дочь Ипполита Васильевича и Елены Ивановны, живёт при матери (в Саратове).
- Руся, гимназистка, племянница Михаила Арсеньевича (дяди Мики).
- Нике, брат её, гимназист.
- Валерьян, Петя, Лида, Вера, Андрей и другие подростки, юноши и девушки.
- Две горничные: Матильда, здешняя, служит у Вожжина, и Марфуша, саратовская, — у Елены Ивановны Вожжиной.

### Действие первое
Квартира Ипполита Васильевича, инженера. Соседка Ясвейна («дядя Мика») Лебедева (они снимают квартиру вдвоём) Анна Дмитриевна и Вожжин обсуждают «дядю Мику», пока тот спит. Приходит Софья Ипполитовна, 16-летняя дочь Вожжина (он не видел её 4 года), из Саратова. «Мика» проснулся и вышел к гостям, Анна Дмитриевна уходит. Софья (Финочка) рассказывает новости: они только на 3 дня, приехали с матерью на консультацию к докторам — мать Софьи (Елена Ивановна) тяжело больна. Софья бросила гимназию; при расспросах отца она начинает плакать, сквозь слёзы говоря, что живёт «худо, нехорошо». Она ушла из гимназии, но её всё равно бы исключили: она на перемене ударила одноклассницу, сказавшую, что её мать «свиридовская содержанка! Твой папа её Свиридову продал». А мама полюбила женатого фабриканта Свиридова, который не может развестись, так как его отец с фабрики выгонит. Софья ненавидит Свиридова, разрушившего их семью; это взаимно, Свиридов побаивается девушку, а без неё кричит на Елену Ивановну. Вожжин обещает поговорить с бывшей женой. Гимназист Сережа, сын Анны Дмитриевны, приходит к «Мике», знакомится с Софьей, провожает её.
Вожжин советуется с Микой, говорит, что должен забрать дочь. Мика говорит, что надо узнать, как она отнесётся к Анне Дмитриевне, с которой у Вожжина романтические отношения. Вожжин решает порвать с Анной Дмитриевной, Мика говорит, что это глупо, но Вожжин непреклонен.

### Действие второе
Кабинет дяди Мики, громадная комната, стены все сплошь в книжных шкафах. На стульях сидят подростки, юноши и девочки, они слушают философский доклад одного из подростков — это общество «зелёное кольцо». За собрании присутствует Софья, её решено принять в клуб. Подростки спорят о «старых» (родителях и старшем поколении вообще), говорят, что к ним нужно относиться с милосердием, о «вопросах пола» (их лучше рассмотреть потом) и воздержании, о влюблённости и склонности к самоубийству — Софья говорит о том, как ей тяжело одной. Её утешают, постепенно все развеселились, начали танцевать. Входит Вожжин. Софья просит его завтра поговорить с мамой — курс лечения закончился, скоро уезжать. Входит Анна Дмитриевна, она взволнована — сына Серёжи дома нет (он на собрании «зелёного кольца»), у соседа в прихожей какие-то солдаты (денщик отца одной из девочек). Сын успокаивает её, все постепенно расходятся.

### Действие третье
Квартира, где живут Елена Ивановна Вожжина и Финочка. Их нет дома, горничная Марфа моет посуду. Входит горничная Вожжина — Матильда, приносит записку. Они обсуждают барыню, её любовника, который «почнет это на неё халдакать, здесь ему не ладно, там ему не по нем, да симпатия у него переменилась, да пьяный придёт, с приятелями, и требует неизвестно чего, чего даже невозможно». За мать вступается Софья, её Спиридонов побаивается. Матильда сообщает, что Вожжин хочет забрать Софью — она подслушала его разговор с Микой. Марфа взволнована — некому будет защитить Елену Ивановну, она больна от последствий попытки суицида — хотела отравиться после очередного скандала со Спиридоновым. Матильда говорит, что семья Вожжина не воссоединится — у него есть любовница, Анна Дмитриевна. Разговор прерывают прибывшие Елена Ивановна Вожжина и Финочка. В записке сказано, что Вожжин опоздает. Говорят про Мику, Софья говорит, что «мы дядю Мику все зовем „дядя, потерявший вкус к жизни“». Елена Ивановна, знающая его давно, говорит, что слышала, что «у него были какие-то серьезные переживания. Любил какую-то женщину… Она или изменила, или что-то слукавила, не знаю уж. Ну, он тогда ей все в лицо высказал и оставил её. Потом вдруг получает письмо, что она умерла». Но на самом деле она не умерла, а написала так, чтобы испугать его. Приходит Вожжин, они беседуют с Еленой Ивановной, говорят, что не враги, говорят о Спиридонове. Она плачет, говорит о тяжёлом характере Спиридонова. Речь заходит о Софье, Вожжин говорит, что Елене Ивановне лучше уехать подлечиться, а дочь он готов взять себе: «Отдам в хорошую частную гимназию, будут подруги, среда, занятия… Потом на курсы». Елена Ивановна ошеломлена: «А я? Меня одну? Мать, как собаку?.. как больную собаку?», у неё истерика. Софья говорит отцу, чтобы он пришел позже, надо успокоить мать. Вожжин растерян, он думал, что Софья сказала матери, что ей лучше отдохнуть, а Софья поживёт у него. Софья поражена: «папа, что? Так ты вправду? Ты это придумал? Чтобы я её бросила?». Вожжин уходит, Софья успокаивает мать, говорит ей: «Никогда тебя бросать не хотела. А это правда… Я папочку люблю. <…> папочка как-нибудь придумает… и всем будет хорошо, и никто не будет расставаться». Горничная Марфа, тоже успокаивающая Елену Ивановну, сообщает, что Вожжин «завёл барыню». Софья кричит, что это ложь, и выталкивает Марфу за дверь, после чего одевается и уходит к отцу, чтобы выяснить правду.

### Действие четвёртое
Гостиная в квартире Вожжина и Мики. Серёжа и Руся (племянница Мики) спорят об учебниках и образовании. Сережа целует её в голову, говорит, что давно влюблён. Входит взволнованная Анна Дмитриевна (Руся уходит), вскоре — Вожжин. Серёжа уходит в комнату Мики, Анна Дмитриевна требует у Вожжина объяснений. Он говорит, что им надо расстаться. Входит Софья, подслушивает разговор. Вожжин продолжает: «…разве я не ценил? <…> Я был одинок, ты дала мне женскую ласку, участие, ты согрела меня своей кроткой любовью… <…> Но ради дочери я должен с тобою расстаться. Если долг заговорил… могу ли я не пожертвовать личной жизнью, тем уютом, теплом, за которые я тебе вечно благодарен…». Анна Дмитриевна плачет, говорит, что просто стала не нужна и убегает. Вожжин уходит за ней. Выглядывают Руся и Мика, Руся наливает воды оцепеневшей Софье, у которой из муфты выпадает револьвер.

## Критика[2]
Мнения критиков и рецензентов о пьесе разделились. Д. Мережковский написал, что «раскол впечатлений» — это не столько «раскол поколений, изображенных в пьесе», сколько «раскол публики и так называемой критики».
А. Гвоздев раскритиковал «холодный, чисто умственный подход к жизни, мысль, замирающую в абстрактной схеме, выдуманный восторг оптимистических упований на светлое „возрождение“», что, по его мнению, «уничтожило возможность создания живых характеров». Эта точка зрения была поддержана Л. Гуревич, которая подчеркнувшая схематизм пьесы
А. Любимов назвал пьесу неудачной, скучной, бесталанной. Негативно о пьесе также отозвались А. Чеботаревская, Н. Ашешов, А В. Буренин. Нейтрально пьесу оценили Е. Колтоновская и Дм. Философов. В позитивном ключе написал рецензию H. Слонимский, указавший, что «в пьесе поставлены всех волнующие вопросы» и ответы на них — «новые, захватывающие, дающие материал для бесконечных споров», и «Милосердие» по отношению к старикам и «историзм молодежи — это то новое слово, которое нужно».
Писатель Георгий Иванович Чулков считает, что «„Зелёное кольцо“ решительно выходит за пределы эстетических категорий», и что очарование пьесы в «исключительном единстве устремления». Идея пьесы — «отказ от вчерашней семьи», «отвращение к этим формам брака и „любви“» в подрастающем поколении.
Ирина Арзамасцева указывает на то, что «пьеса „Зелёное кольцо“ <…> есть самое полное и решительное воплощение утопии „века ребёнка“ в творчестве писательницы и вместе с тем беспощадная критика этой утопии».